# Hrdina Kubánské republiky
Hrdina Kubánské republiky (španělsky: Héroe de la República de Cuba) je nejvyšší čestný titul Kubánské republiky. Založen byl v roce 1978 a udílen je za hrdinské činy ve službě státu a kubánskému lidu. Každý oceněný obdrží kromě titulu Hrdina Kubánské republiky také Zlatou hvězdu.

## Historie a pravidla udílení
Čestný titul byl založen dne 28. června 1978 zákonem č. 17 podle vzoru vyznamenání Hrdiny Sovětského svazu. Poprvé byl udělen 26. září 1980.
Vyznamenání je udíleno v jedné třídě za hrdinské činy ve službě státu a kubánskému lidu, za obranu revolučních myšlenek a za výjimečný přínos k socialismu a boji proti imperialismu. Udíleno je občanům Kuby i cizím státním příslušníkům a může být uděleno i městům. Udělen může být také posmrtně. Oceněný obdrží titul Hrdina Kubánské republiky a také medaili Zlatou hvězdu. Zároveň s titulem je udělen i Řád Playa Girón.

## Insignie
Řádový odznak má tvar zlaté pěticípé hvězdy. Řádová stuha má podobu kubánské vlajky.
Medaile se může nosit pouze na vojenské uniformě, na civilním oblečení může být nošena pouze miniatura.